# Coltrane (альбом, 1957)
Coltrane — дебютний студійний альбом американського джазового саксофоніста Джона Колтрейна, випущений у 1957 році лейблом Prestige Records.

## Опис
На своїй першій сесії лідера, тенор-саксофоніст Джон Колтрейн грає разом з Джонні Сплоуном на трубі, Сахібом Шихабом на баритон-саксофоні, ритм-секцію у складі з Полом Чемберсом і ударником Альбертом «Туті» Гітом, і дуетом піаністів Мелом Волдроном і Редом Гарлендом.
Льюїс Портер в монографії «Джон Колтрейн: життя і музика» (1998) написав: «До 1957 року <його> репутація виросла настільки, що Боб Вейнсток запропонував йому контракт на запис декількох альбомів… Перший альбом, названий просто «Coltrane», був записаний 31 травня 1957 року і виданий у вересні. Напис на обкладинці платівки — «нова зірка тенор-саксофону» — показує, що він швидко став знаменитим, попри негативні відгуки про його гру деяких критиків і любителів джазу. Колтрейн серйозно поставився до дебюту». 
Для запису Колтрейн написав дві власні композиції «Chronic Blues» і «Straight Street», яка, як вважається, була присвячена періоду відмови музиканта від наркотиків.

## Список композицій
1. «Bakai» (Келвін Мессі) — 8:44
2. «Violets for Your Furs» (Том Едейр, Метт Денніс) — 6:18
3. «Time Was» (Габріель Луна ла Фуенте, Пас Мігель Прадо, Сідні Кіт Расселл) — 7:31
4. «Straight Street» (Джон Колтрейн) — 6:21
5. «While My Lady Sleeps» (Броніслав Капер, Гус Кан) — 4:44
6. «Chronic Blues» (Джон Колтрейн) — 8:12

## Учасники запису
- Джон Колтрейн — тенор-саксофон
- Джонні Сплоун — труба (1, 4-6)
- Сахіб Шихаб — баритон-саксофон (1, 4, 6)
- Ред Гарленд — фортепіано (1-3)
- Мел Волдрон — фортепіано (4-5)
- Пол Чемберс — контрабас
- Альберт Гіт — ударні

Технічний персонал
- Боб Вейнсток — продюсер
- Руді Ван Гелдер — інженер